# Fabião dos Reis
Fabião dos Reis, O.C.D. (Campo Grande, cerca de 1600 - Ribeira Grande, 8 de fevereiro de 1674) foi um frei carmelita descalço e prelado português da Igreja Católica, que serviu como bispo de Santiago de Cabo Verde.

## Biografia
Nascido no Campo Grande, nos subúrbios de Lisboa, por volta de 1600, fazendo os seus votos solenes na Ordem dos Carmelitas Descalços em 2 de janeiro de 1621 e ordenado padre em 1625.
Era teólogo formado pela Universidade de Coimbra e foi também lente de filosofia e moral durante sua época como definidor na Ilha do Faial, além de lente de teologia e moral no Convento do Carmo de Lisboa.
Em 1650, era o provincial de sua ordem, quando nessa época realizou uma visita ao Brasil. Apesar de constar em algumas obras que teve seu nome apresentado como bispo da Diocese de Cochim em 1668, ao que parece, não houve tal nomeação, nem bulas papais que confirmem essa afirmação. Teve seu nome escrutinado para ser bispo de Santiago de Cabo Verde em 26 de fevereiro de 1671, após muitos anos de sede vacante por conta do restabelecimento das relações entre Portugal e a Santa Sé, após a Restauração Portuguesa. Antes, fora eleito Leonardo de Santo Agostinho, prior de São Vicente de Fora, mas este recusou o bispado.
D. Frei Fabião dos Reis teve o seu nome aprovado pelo Papa Clemente X em Consistório secreto de 16 de maio de 1672. Foi consagrado em 11 de setembro deste ano, no Convento do Carmo de Lisboa, por D. Francesco Ravizza, núncio apostólico em Portugal, coadjuvado por D. Manuel de Noronha, O.F.M., bispo de Coimbra e por D. Luís da Silva Teles, O.SS.T., bispo-titular de Titopoles.
Ainda em Portugal, em 5 de dezembro de 1672, fez solicitação para que fossem disponibilizados mercês de pagamentos, dada a sua pobreza, bem como disponibilização de navios, para poder fazer as visitas pastorais. Foi beneficiado em 19 de janeiro de 1763 e chegou à diocese em 7 de maio de 1763.
Faleceu em 8 de fevereiro de 1674, na cidade da Ribeira Grande, com apenas 9 meses vivendo na Sé. Foi sepultado na Igreja da Misericórdia.